# مطار نافي مومباي الدولي
مطار نافي مومباي الدولي: هو مطار دولي قيد الإنشاء في ولاية ماهاراشترا الهندية. سيستوعب المرحلة الأولى للمشروع 20 مليون مسافر.